# Gumi

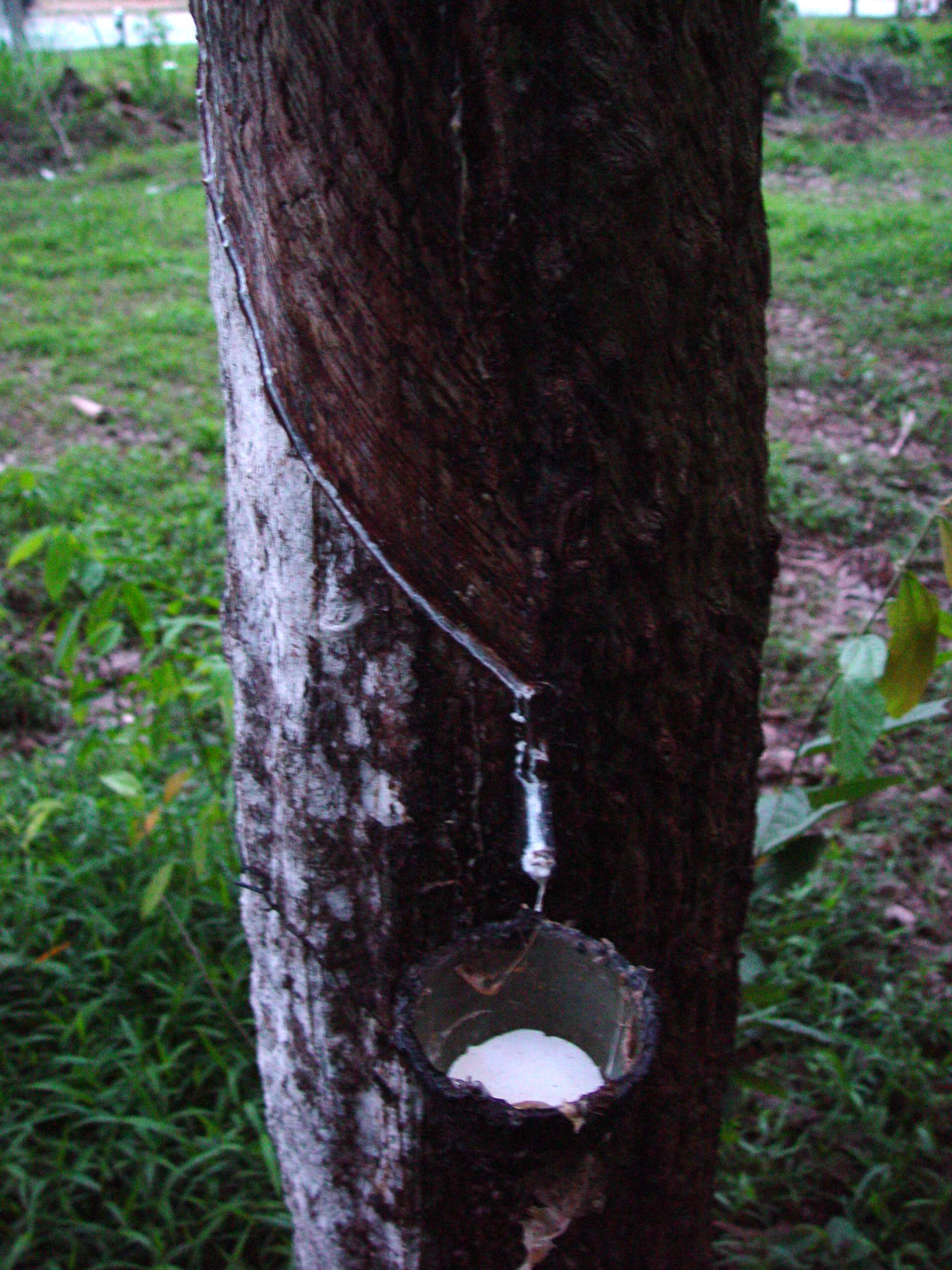
Kaucsukfa csapolása

A gumi rugalmas anyag. A legtöbb anyaghoz képest már kis erővel is nagymértékben deformálható, és a deformáló erő megszűnte után (a csekély maradó deformációtól eltekintve) ismét felveszi eredeti alakját. Képes így viselkedni sokszor ismétlődő deformációs ciklusok esetén is. A gumi alapját a kaucsuk képezi, amelynek tulajdonságai nagymértékben meghatározzák a belőle készített gumi tulajdonságait.
A gumi név közvetlenül a latin gummi, a görög kommi (κόμμι = latex, ragasztó) szóból származik; eredetileg egyiptomi eredetű, és mézgát jelentett.

## Szerkezeti változások a kaucsukban és a gumiban deformáció hatására
A kaucsuk makromolekuláit első megközelítésben képzeljük el úgy, mint a fonalakat. Egy-egy molekula moláris tömege általában százezres vagy milliós nagyságrendű. A molekulák polimerek; általában 1-2 fajta (a 3 már ritka) monomer polimerizálásával keletkeznek. A szomszédos molekulák közti kölcsönhatások viszonylag gyengék; gyengébbek, mint például a fehérjemolekulák esetében. A makromolekulák a konformációs mozgás következtében állandóan tekeregnek-csavarodnak, véletlenszerűen. Ha ilyenkor egy másik makromolekula (egy részletének) közelébe kerülnek, kölcsönhatásba lépnek vele. Ez a kölcsönhatás általában elég gyenge, és nem elég ahhoz, hogy ott tartsa, kristályba rendezze a makromolekula-szakaszokat. Vagyis a kaucsuk kristálytartalma kicsi. A műanyagok makromolekulái (vagy annak nagyobb szakaszai) általában rendezettebben helyezkednek el egymás mellett, közöttük erősebb a kölcsönhatás.
Nyújtáskor a kaucsukmolekulát kihúzzuk a szomszéd makromolekulák közül. A kaucsuk tehát folyadék, csak nagyon sűrű (viszkózus). Nem-newtoni folyadék, vagyis folyási (reológiai) tulajdonságai némiképpen eltérnek például a víz folyási tulajdonságaitól (többféle modell született a folyási tulajdonságok leírására, melyek többé-kevésbé leírják a kaucsuk viselkedését).
Az erő megszűntekor a kihúzott makromolekula nem megy vissza a helyére: a kaucsuk első megközelítésben nem rugalmas (ha ennél közelebbről nézzük, akkor az egyenesre kihúzott molekula az erő megszűntekor „visszaráncosodik”; további rugalmasság származik abból, hogy a kaucsukmolekulák sosem teljesen egyenesek, hanem girbegurbák, elágaznak és egymásba gubancolódnak – azonban a maradó deformáció a vulkanizálatlan kaucsuk esetében mindig jóval nagyobb, mint a rugalmasan visszadeformálódott rész).
Ciklikus terhelés esetén az első néhány terhelési ciklus deformációgörbéje (hiszterézise) egymáshoz hasonló lefutású, értékeiben azonban eltérő lesz. Ezt a jelenséget Mullins-jelenségnek vagy Mullins-effektusnak nevezzük.
Vulkanizáláskor a makromolekulák között keresztkötések képződnek. Első megközelítésben képzeljük el, hogy a fonalakat itt-ott egymáshoz ragasztjuk egy-egy csepp ragasztóval. Egy cérnaszálat most nem fogunk tudni kihúzni a többi közül, ha a másik kezünkkel megfogjuk a többit. Csak annyira, amennyire kiegyenesedés közben elmozdulnak egymáshoz képest. De ha elengedjük, akkor jelentős mértékben visszaugranak eredeti, „ráncos” állapotukba.
A gumi sokkal nagyobb mértékben deformálható rugalmasan, mint összeragasztott cérnaszálaink. Miért e nagy különbség?
Ha közelebbről megnézzük, a kaucsuk makromolekulái sokkal kevésbé párhuzamosak, mint a fonalak. Két keresztkötés között sokkal nagyobb „kanyarokat” írnak le, és a szabadság hatványozódik a sem vonalban, sem síkban, sem térben nem párhuzamos makromolekulák közötti keresztkötések esetében.
A gumi már nem folyadék, a létrejött térháló megakadályozza, hogy a test korlátlanul felvehesse az őt tartalmazó edény alakját.

## Vulkanizálás
Vulkanizáláskor keresztkötések létesülnek a láncmolekulák között. Az esetek 90%-ában kénnel vulkanizálják a nyers gumikeveréket (a kén a legolcsóbb vulkanizálószer). A maradék 10%-ban kén helyett használnak:
- tellúrt, szelént, kéndonorokat,
- fém-oxidokat,
- bifunkciós vegyületeket (a vegyületek sokfélék lehetnek, így sokféle a keresztkötés is, amit létesítenek a két makromolekula-szegmens között),
- peroxidokat, vagy
- nagy energiájú elektromágneses sugárzást (ilyenkor a két szénlánc közti kötés általában C-C kötés, nagyon rövid, kémiailag stabil kötés).

Ma már általában polimerizált ként alkalmaznak. Egy-egy esetben általában sokféle hosszúságú kénhíd képződik a két molekulalánc között. Ezek aránya (például melyik van túlsúlyban) a reakció résztvevőitől és körülményeitől függ; elsősorban a gyorsítótól, aztán az aktiválószertől, koágenstől, a kaucsuktól, a hőmérséklettől, a többi keverékkomponenstől stb. A kénhidaktól elsősorban a gumi dinamikus tulajdonságai függenek.
A kén a kaucsukmolekula kettős kötéseivel tud reakcióba lépni. Ezért nem vulkanizálhatók kénnel közvetlenül telített szénláncú molekulák. A butilkaucsuk például azért tartalmaz a butilén-szegmensek között izoprén-szegmenseket, mert az előbbi nem tartalmaz kettős kötést, az utóbbi viszont igen. Így a butilkaucsuk is vulkanizálható kénnel. Az EPM kaucsuk csak etilén- és propilénszegmenseket tartalmaz, ezért nem vulkanizálható kénnel. Az EPDM kaucsuk nevében a D a diént jelenti, amiből a polimerizálás után is marad egy kettős kötés, így ez vulkanizálható kénnel.
A vulkanizálás exoterm (hőtermelő) folyamat, tehát a gumi felmelegszik. Akkor miért kell annyira melegíteni a gumit ahhoz, hogy kivulkanizáljon?
A gumi vulkanizálásakor átlagosan minden ötvenedik szénatom vesz részt keresztkötésben. Komolyabb hőmennyiség termeléséhez ez kevés. Viszont elég nagy a kémiai reakció aktiválási energiája, és hidegen nagyon kicsi a reakciósebesség. Ezért kell melegíteni.
Ez a keresztkötés-sűrűség pont megfelel a rugalmas tulajdonságok kialakulásához. Ha ritkábban vannak a keresztkötések, akkor nem elég nagy a szakítószilárdság. Ha növeljük a keresztkötések sűrűségét, akkor egyre nagyobb lesz a vulkanizált gumi modulusza, egyre keményebb és merevebb lesz, míg végül ebonit lesz belőle. (Keménységét lágyabb gumiknál Shore-A, keményebbeknél Shore-D skálán mérik. A Shore-A keménységmérésnél 35 fokos szögben sarkított kúp alakú behatolótest 12.5 N erővel hatol a próbatestbe, a Shore-D esetén az erő 50 N. Ha benyomódása 0mm, a keménység 100, ez kb. az ebonit keménysége, míg 2.5 mm benyomódásnál 0. Gyakorlatilag a 30-as, vagy annál kisebb Shore-A keménységű gumi majdnem folyadéknak tekinthető.) Tágabb értelemben az ebonit is gumi; keményguminak is hívják.
Deformációkor a gumi kevéssé változtatja a térfogatát, gyakorlatilag összenyomhatatlannak szoktuk tekinteni.
A gumi deformációja csak kis deformációnál (például 10%) írható le a Hooke-törvénnyel. Ha ennél nagyobb mértékben nyújtunk például állandó erővel egy gumitestet, akkor annak állandóan nő a nyúlása, egy aszimptotához tart. A kis részecskékből álló anyagok (például fémek, sók) deformációja pillanatszerű, de a hosszú kaucsukmolekulák átrendeződése időbe kerül. Az időfaktor következményeit viszkoelasztikus viselkedésnek szokták nevezni. A viszkoelasztikus viselkedést nem tudjuk olyan egyszerű képletekkel leírni, mint a Hooke-törvény, mert nagyon sok (esetleg máig ismeretlen) összetevője van. Ehelyett többféle elmélet, egyenlet jött létre. Ezek mind valamilyen közelítő megoldások, melyek egyik vagy másik esetben nagyobb sikerrel alkalmazhatók, mint mások, például Voigt-Kelvin modell, Maxwell-modell, Mooney-Rivlin törvény.

## Szakítószilárdság
A szakítószilárdságot a részecskék közti összetartó erő határozza meg. A gumi esetében nem is olyan egyszerű megmondani, mi ez az összetartó erő; a szomszédos molekulaláncok közti gyenge kölcsönhatás keveredik a (kémiai) keresztkötésekkel és a kristályok szakítószilárdságával, hiszen a gumi mindig tartalmaz valamennyi kristályos gócot.
A gyakorlatban a gumi úgy szakad el, hogy egy gyenge ponton keletkezik egy repedés, és az végigterjed a teljes keresztmetszeten. Ezek a gyenge pontok lehetnek inhomogenitások (ezen belül például szilárd szemcsék, légzárványok), különböző anyagok (akár kristályos és nem kristályos részek) határfelületei, már meglevő karcolások; de felhalmozódhat a feszültség akár a gumitermék alakjából vagy a gyártástechnológiából fakadóan is. Ha egyszer egy repedés megindul, akkor azt a kémiai kötések sem állítják meg. Ha a gumi a kémiai kötések felbomlásától szakadna el, akkor 3000 MPa lenne a szakítószilárdsága; a valóságban a 300 MPa szakítószilárdságú gumi már igen erősnek számít.
A viszkoelasztikus viselkedés miatt a szakítószilárdság függ a deformáció sebességétől. A hosszú molekulák nem pillanatszerűen, hanem időben elhúzódva reagálnak a húzásra. Ha a makromolekulák reakciója elmarad a deformáció sebességétől, a gumi nem győz alkalmazkodni a deformációhoz, akkor nem viselkedik rugalmasan, törékeny lesz, és kisebb lesz a szakítószilárdsága. Fokozottan igaz ez a dinamikus igénybevételnél. Egy adott gumi esetében a deformáció frekvenciájának növelésével romlanak a dinamikus tulajdonságok, a gumi egyre kevesebb deformációciklust bír ki meghibásodás nélkül.
Az alacsony hőmérsékletek hatása ugyanolyan, mint a nagy frekvenciák hatása. Mivel a hőmérséklet csökkenésével csökken a makromolekula-szegmensek mozgékonysága is, ezért a deformáció egyre nehezebben képes követni az erő hatását az adott frekvencia mellett. Bizonyos határon túl a „gumi” üvegállapotba kerül, elveszti rugalmas tulajdonságait.
A makromolekulák közti kölcsönhatás, és így a szakítószilárdság annál nagyobb, minél hosszabb a szénlánc.
A makromolekulák közti kölcsönhatás nagyobb, ha poláros csoportokat tartalmaznak. Minél több az ilyen csoport, annál nagyobb a szakítószilárdság is. A poláros csoportok kedveznek a rendezettség kialakulásának, a kristályosodásnak. Minél polárosabb a molekula, annál távolabb kerül az anyag a gumitól, annál közelebb a műanyagokhoz, és annál rövidebb lánccal elérhető ugyanaz a szakítószilárdság.

## Hiszterézis
A gumi erő hatására deformálódik, az erőhatás megszűnte után pedig visszanyeri eredeti alakját, és visszaadja a deformáláshoz befektetett energiát. De nem teljesen. Ha csökkentjük a deformációt, a feszültség kisebb lesz, mint ugyanakkora deformációnál a feszültség növelésekor. Ez a mechanikai hiszterézis. A deformációra fordított energia egy része elnyelődik a gumiban, és többnyire hővé alakul. Ezért mechanikai igénybevétel hatására a gumi mindig melegszik. A feszültség-deformáció grafikonon hiszterézishurok látható. Ha a gumi kevésbé rugalmas (a gumigolyó alacsonyabbra pattan fel, mint ahonnan leejtettük), akkor jobban melegszik.

## A molekulatömeg-eloszlás következményei
A kaucsukok előállításához nagyon sokféle technológiát használnak, és így például többféle butadién-kaucsuk létezik. Különbözhetnek már a (kereskedelemben kapható) monomerek is, de különbözhet a hőmérséklet, nyomás, a közeg, amelyben a polimerizáció zajlik, a katalizátorok, a láncnövelés és a láncnövekedés leállításának módszere stb. Így az előállított kaucsuk tulajdonságai is különbözhetnek. Amellett, hogy legfontosabb részük megegyezik (például „polibutadién”), a többi alkotórész jelen lehet más és más arányban. Mint a szerves vegyületek reakcióinál általában, az adott polimerizáció során többféle reakciótermék keletkezhet. Bizonyos reakciókörülmények például jobban kedveznek a lineáris molekulák keletkezésének, mások több láncelágazást engednek meg. Egyes körülmények alkalmazása során ennyi cisz- és annyi transz-izomer keletkezik, mások más eredményt adnak. Az egyik katalizátor minden monomert szigorúan ugyanúgy, szabályosan irányít a növekvő lánchoz, a másik nem ilyen válogatós. A nagyon szabályos makromolekulák könnyebben kristályosodnak. Az előállítási módszertől még az is függhet, hogy hányadik szénatomnál marad meg a kettős kötés a polimerben, illetve melyikből mennyit tartalmaz az adott kaucsuk.
Az előállítási módszertől függően a kaucsuk összetétele nem teljesen homogén, hanem különböző molekulák elegye. Az egyes molekulák, ha másban nem is, a makromolekula hosszában biztosan eltérnek egymástól. A polimerizáció lezárásakor mindenféle hosszúságú makromolekulákat tartalmaz a kaucsuk, a monomertől a leghosszabb láncig. Igaz, vannak módszerek, melyekkel eltávolíthatók a rövidebb molekulák, ugyanúgy, mint az oldószer vagy a víz, de persze ez nem is mindig célszerű.
Mivel a kaucsuk tulajdonságait erősen befolyásolja a polimerizációfok, ez a sokféleség maga is egy külön tulajdonság. Vannak olyan kaucsukok, amelyek molekulatömeg-eloszlása széles (lapos), és olyanok, amelyeknek szűk (hegyes). A nagyon egyforma molekulák kedveznek a rendezettségnek, a kristályosodásnak. A szűk molekulatömeg-eloszlású kaucsukok melegítésekor az egész kristályos terület egyszerre megolvad, a kaucsuknak viszonylag határozott olvadáspontja van. Ez a kismolekulájú anyagok tulajdonságaihoz közelít, amelyeknek mind teljesen határozott éles olvadáspontja van, például a jég 0 °C-on olvad.
A nagyon sokféle molekula alkotta kaucsuk nem kristályosodik olyan könnyen, és a molekulák mozgékonysága is sokféle (a rövidebb szénláncúak mozgékonyabbak). Melegítéskor nem találunk határozott olvadáspontot, a kaucsuk viszkozitása fokozatosan egyre csökken. Ráadásul a nagyon rövid molekulák jelenléte miatt a kaucsuk olyan, mintha hosszú láncú molekulákból álló kaucsukot lágyítóval kevertünk volna össze.
A gumi molekulaszerkezete egyetlen összefüggő hálónak is tekinthető. Ha a gumi elszakad, az mindig molekulaszakadással is jár. Nincs nagy különbség a szomszédos láncok közti kölcsönhatás, egyetlen lánc láncszemeit összetartó erő és a keresztkötések felszakításához szükséges energia között. Ezért a gumi szakadásakor a szomszédos láncdarabok is elszakadnak egymástól, elszakad a szénlánc is és a keresztkötés is felbomlik. Szabad láncvégek, gyökök stb. keletkeznek. A makromolekulák szintjén a mechanikai energia kémiai reakciót inicializál(hat). Ezt nagyon fontos tudni, mivel használat közben többnyire erős mechanikai igénybevételnek van kitéve a gumi, sőt a gumigyártás egyes szakaszaiban is a gumikeverék.

## Öregedés
A gumigyártás során optimális tulajdonságú gumit állítanak elő. Ezután a gumi tulajdonságai általában csak romlanak. Ez a tulajdonságromlás az öregedés. Rendszerint irreverzibilis kémiai reakciók eredménye. És legtöbbször azt vizsgáljuk, miképp romlanak a gumi mechanikai tulajdonságai az öregedés hatására, mert mechanikai feszültség hatására szokott elszakadni, tönkremenni a gumicikk.
A kaucsuk kémiailag aktív része első megközelítésben a kettős kötés. A kettős kötés lép reakcióba mindenekelőtt a levegő oxigénjével, és a szénlánc a kettős kötés helyén elszakad, és két olyan láncdarab keletkezik, amelynek a végén oxigéntartalmú funkciós csoportok vannak. A gumis tulajdonságok romlását okozza az, hogy rövidebb lett a szénlánc; az, hogy a poláros csoportot tartalmazó molekulafonalak között erősödik a kölcsönhatás. A tetejébe pedig elindult egy „láncreakció” és egy repedés.
Az ózon sokkal reakcióképesebb, mint a kétatomos molekulákból álló oxigén. Ezért már akkor is jelentősen rontja a gumi tulajdonságait, ha a levegő ózontartalma csak 1-2 ppm (milliomodrész). Ha a raktárban hosszú ideig napfény (ultraibolya sugárzás) éri a gumit vagy hegesztenek a közelben, jellegzetes repedezés látható a gumitermékek felületén.
Az öregedést előidézheti magas hőmérséklet is, vagy mechanikai terhelés, különösen a többszöri (ismétlődő, ciklikus) deformáció, elektromágneses sugárzások.
Öregedés hatására a makromolekulák széttöredezhetnek, szabad gyökök keletkezhetnek, ellenőrizetlen körülmények között láncelágazások és ciklizáció következhet be. A molekulahossz csökkenése következtében a gumi elnyálkásodik, elfolyósodik (ezt tapasztalhatjuk például az úszósapka, strandpapucs elöregedésekor). A súrlódási együttható csökken. A szakítószilárdság, a modulusz és a szakadási nyúlás csökken, a maradó nyúlás nő. A ciklizáció és elágazás következtében nő a gumi keménysége, a modulusza, esetleg a szakítószilárdsága. A szakadási nyúlás és a maradó nyúlás csökken. Az adott gumitól és az adott körülményektől függ, hogy adott esetben összességében például nő-e a szakítószilárdság, de ez általában nem is fontos, hiszen a rugalmassággal összefüggő tulajdonságok mind romlanak, márpedig a gumitermékeket általában ott alkalmazzák, ahol rugalmasságra van szükség.
A gumi tulajdonságai nagymértékben függenek a felhasznált alapanyagoktól, kisebb mértékben az alkalmazott gyártástechnológiától. Más oldalról megközelítve: a világon alkalmazott gyártástechnológiák nem nagyon különböznek egymástól, folyton egységesednek, de a különböző célokra nagyon különböző gumikat használunk, erősen eltérő összetétellel.
Például a legtöbb abroncsgyártó ezért azt tanácsolja az autósoknak, hogy öt év használat után évente egyszer ellenőriztessék abroncsaikat, és cseréljék ki őket, ha elérték a 10 éves kort. Egy abroncs számos anyagból áll (gumik, acélhuzalok, textilszálak stb.), amelyek minősége közvetlen hatással van az abroncs teljesítményeire. Márpedig ezeknek az összetevőknek a tulajdonságai idővel megváltoznak.
Az éghajlati viszonyok miatt: még akkor is, ha a gumiabroncsot úgy tervezték, hogy ellenálljon a nagy hőmérséklet-ingadozásoknak, öregedésük folyamata felgyorsul nagyon hideg vagy nagyon meleg környezetben.
A tárolási körülmények miatt: páratartalom, szellőzés, megvilágítás, hőmérséklet, oldószerek hatása- megannyi paraméter, amelyek befolyásolják a tárolás minőségét, tehát a gumiabroncs élettartamát is. Nem beszélve arról, hogy milyen módon tárolják az abroncsokat…

## A kaucsuk hatása a gumi tulajdonságaira
A gumiiparban használt természetes kaucsukot növények (zömében a kaucsukfa, a Hevea brasiliensis) nedvéből (latexből) állítják elő. A sokféle műkaucsuk vegyi gyárakban készül, főleg kőolajból és földgázból. Sok olyan gyár van, amely csak kaucsukokat gyárt, másoknál a termékválasztéknak csak egy részét képezik a kaucsukok.
A tulajdonságok legkiválóbb együttesével mindmáig a természetes kaucsuk rendelkezik. A műkaucsukok létrejöttét egyrészt a nyersanyaghiány magyarázza, másrészt minden műkaucsuknak van egy-két olyan jó tulajdonsága, amelyben jobb, mint a természetes kaucsuk (például a butilkaucsuknak nagyon jó a légzárása), és ahol ez fontos, ott azt használják „a természetes kaucsuk helyett”.
A világon összesen gyártott kaucsukmennyiség mintegy felét a természetes kaucsuk egymagában adja, a másik felét az összes műkaucsuk együttvéve. A műkaucsukok rendszerint drágábbak.
A kaucsukok feloszthatók általános rendeltetésű és speciális kaucsukokra A speciális kaucsukokra fokozottan érvényes az, ami a műkaucsukokra: még drágábbak, mint az átlag, és még ritkábban van szükség kimagasló tulajdonságukra.

### Természetes kaucsuk (NR)
A természetes kaucsuk alapvetően cisz-poliizoprénből áll, melyben szabályosan, ugyanabban a helyzetben követik egymást az ismétlődő szakaszok. Ez viszonylag nagy rendezettséget eredményez.
A természetes kaucsuk mindig tartalmaz fehérjetermészetű anyagokat, amelyekben vannak poláros csoportok. Ezek között erős a kölcsönhatás, az átlagnál jobban kristályosodnak, és a kaucsuk is elég jól kristályosodik, különösen húzás (a makromolekulák orientálódása) hatására. Ezért a töltőanyagot nem tartalmazó guminak is nagy a szakítószilárdsága, és aktív töltőanyaggal ez még tovább javítható.
A természetes kaucsukból készült gumi nagyon jó dinamikus tulajdonságokkal rendelkezik, kicsi hiszterézisű.
A fentiek miatt a kopásállósága jó.
A fehérjetartalom miatt a természetes kaucsuk alapú gumik nem nagyon vízállóak, az izoprénlánc miatt nem állnak ellen az olajoknak.

### Izoprénkaucsuk (IR)
Fő kémiai komponense megegyezik a természetes kaucsukéval, de a részletek sokat számítanak. Nem annyira szabályos felépítésű, mint a természetes kaucsuk, és nem tartalmaz fehérjét. Ezért az izoprénkaucsuk alapú gumi kevéssé kristályosodik (inkább csak nyújtás hatására), és nyersen sokkal nehezebb megdolgozni, mint a természetes kaucsuk alapú gumikeverékeket. A töltetlen vulkanizátum szakítószilárdsága elég kicsi. Aktív töltőanyag hatására jelentősen javítható, de a természetes kaucsuktól elmarad.
A dinamikus tulajdonságok kicsit elmaradnak a természetes kaucsukétól, a kopásállóság még inkább. Olajállósága a természetes kaucsukhoz hasonlóan rossz, a vízállósága jobb, mint a természetes kaucsuké.

### Butadiénkaucsuk (BR)
A kaucsukok közül a butadiénkaucsuk képezi a legkopaszabb szénláncot: nemhogy poláros csoportot, de még egy árva metilcsoportot sem tartalmaz. Ezért a szomszédos makromolekulák közötti kölcsönhatás gyenge. Ettől a gumi nagyon rugalmas lesz, jó dinamikus tulajdonságokkal fog rendelkezni.
A gyenge kölcsönhatás következtében a töltetlen gumikeverékből készült vulkanizátumok szakítószilárdsága kicsi, amely aktív töltőanyaggal jelentősen javítható (de nem annyira, mint például az izoprénkaucsuk esetében).
A butadiénkaucsuk alapú guminak az átlaggumihoz képest nagyon kicsi a súrlódási együtthatója, és nagyon jó a kopásállósága.

### Butadién-sztirol kaucsuk (SBR)
Butadién és sztirol (vagy metil-sztirol) kopolimerje. Sokféle butadién-sztirol kaucsuk létezik, melyek tulajdonságai között elég nagy különbségek is lehetnek. A legnagyobb jelentősége a butadién és a sztirol arányának van.
A sztirolnak köszönhetően erősebb a molekulák közti kölcsönhatás, ezért nagy a szakítószilárdsága. Az aromás összetevő javítja a hőállóságot. A dinamikus tulajdonságok nem kimagaslóak, de a jó súrlódási együttható az eddig leírtakkal párosulva nagy kopásállóságot eredményez. Mivel elég olcsó is, gyakran használják gumiabroncsok futókeverékében.
A sztiroltartalom növelésével nő a fajsúlya.

### Butadién-nitril kaucsuk (NBR)
Butadién és akril-nitril kopolimerje. Többféle nitriltartalommal állítják elő. A nitrilcsoport miatt erősen poláros. A nitriltartalom növelésével erősen nő az olajállósága. Egyre merevebb lesz a molekulalánc. Nő a modulusz, szakítószilárdság, romlik a rugalmasság.

### Butilkaucsuk (IIR)
Izobutilén polimerizációjával állítják elő. A poliizobutilén nem tartalmaz kettős kötést. Azért, hogy kénnel lehessen vulkanizálni, izoprénrészleteket is tartalmaz, 1-2%-ban.
A poliizobutilén-molekulák között kicsi a kölcsönhatás, ezért a butilkaucsuk alapú gumik szakítószilárdsága kicsi, főleg a töltetleneké. A maradó nyúlás nagy.
A poliizobutilén nagyon tömör szerkezetű, ezért nagyon alacsony légáteresztő képességéről híres (a többi kaucsukhoz képest. A fémeknél nagyobb!). Jó a vegyszerállósága.

### Kloroprénkaucsuk (CR)
Fő alkotórésze a polikloroprén. A klórtartalom miatt poláros; a molekulalánc merevségében, olajállóságban, fajsúlyban hasonlít a butadién-nitril kaucsukra. Viszont a klórtartalom nem változtatható olyan szabadon, mint a nitriltartalom.
A kloroprénkaucsukok egyik elterjedt kereskedelmi változata a Neoprene.
Üzem közben a kloroprén alapú gumiból klór szabadulhat fel, különösen melegedés hatására, annak minden következményével. Például a klór eloltja a tüzet, ezért enyhébb tűzveszélynek kitett gumitermékek előállításakor előnyös.

### Etilén-propilén kaucsuk (EPM, EPDM)
Etilén és propilén kopolimerje, és a monomerek aránya változtatható. Az EPM nem tartalmaz más monomer-láncszemet; az EPDM-ben harmadikként 1-2% dién is van, amely polimerizáció után is megőriz még egy kettős kötést. Ezért kénnel is vulkanizálható, míg az EPM csak más módszerekkel (például peroxidokkal, C-C keresztkötést képezve).
Az etilén-propilén kaucsukok sokkal magasabb hőmérsékletet kibírnak, mint a kaucsukok többsége. Ezért hőálló gumik készítésére használják; a gumigyártás során is megengedhető magasabb feldolgozási hőmérséklet, mint a legtöbb kaucsuknál.
Az etilén-propilén kaucsukból készült gumi a butilkaucsukhoz hasonlóan tömör szerkezetű. Légáteresztő képessége kicsit nagyobb, mint a butilkaucsuké, de még mindig kitűnő. Mivel szakítószilárdsága és a rugalmas tulajdonságai jobbak, mint a butilkaucsuké, ezért keverni szokták őket, és így együtt használják több olyan esetben, ahol a hőálló képesség és a légzárás fontos (például vulkanizálóbalgokban).

## További források
- Martin, John. The Romance of Rubber (angol nyelven). Kessinger Publishing (2004). ISBN 1419180940, 9781419180941 A gumi regénye.